# لوكوود دي فورست
لوكوود دي فورست (بالإنجليزية: Lockwood de Forest)‏ هو رسام ومهندس معماري أمريكي، ولد في 8 يونيو 1850 في نيويورك في الولايات المتحدة، وتوفي في 3 أبريل 1932 في سانتا باربارا في الولايات المتحدة.

## معرض صور

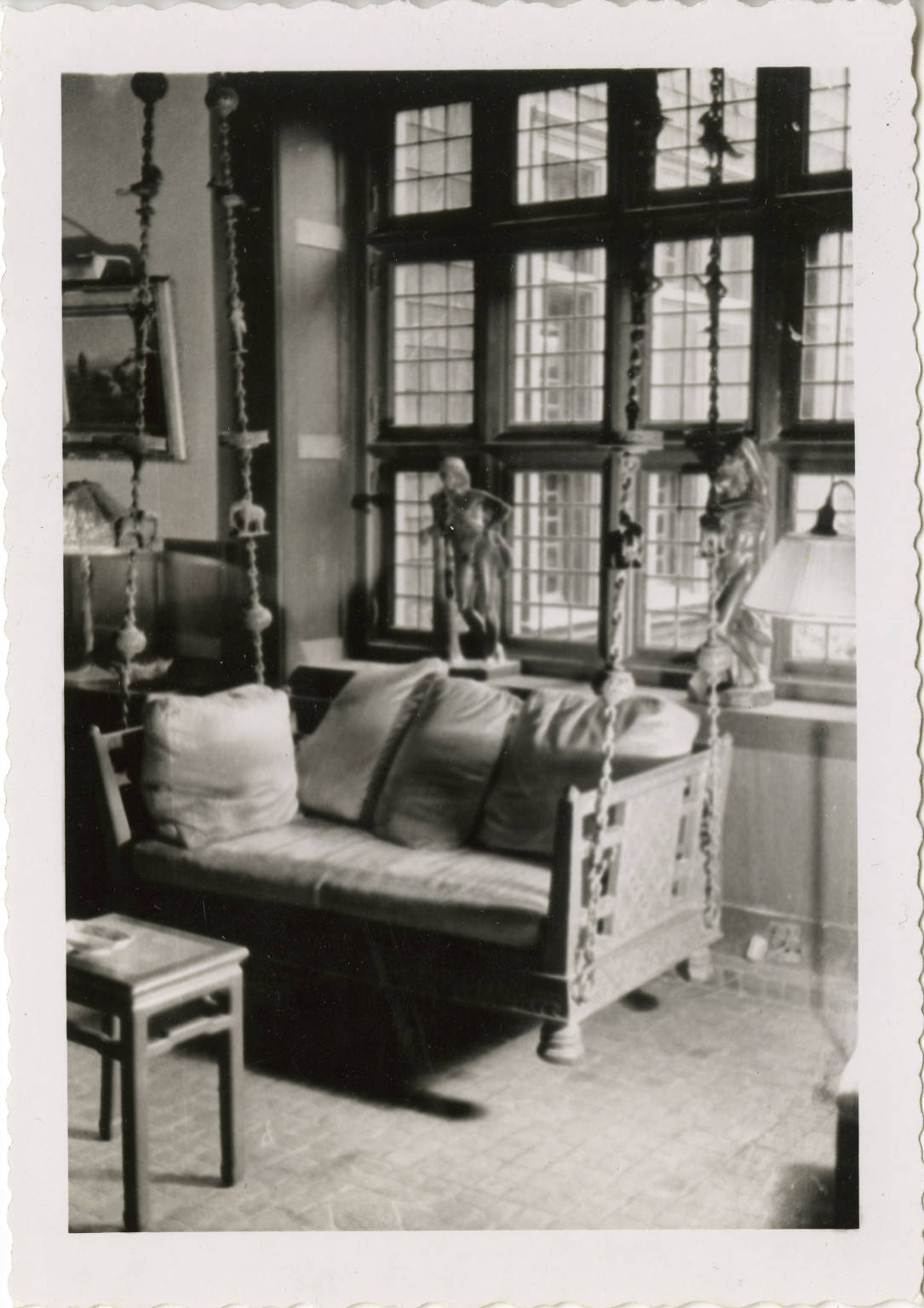
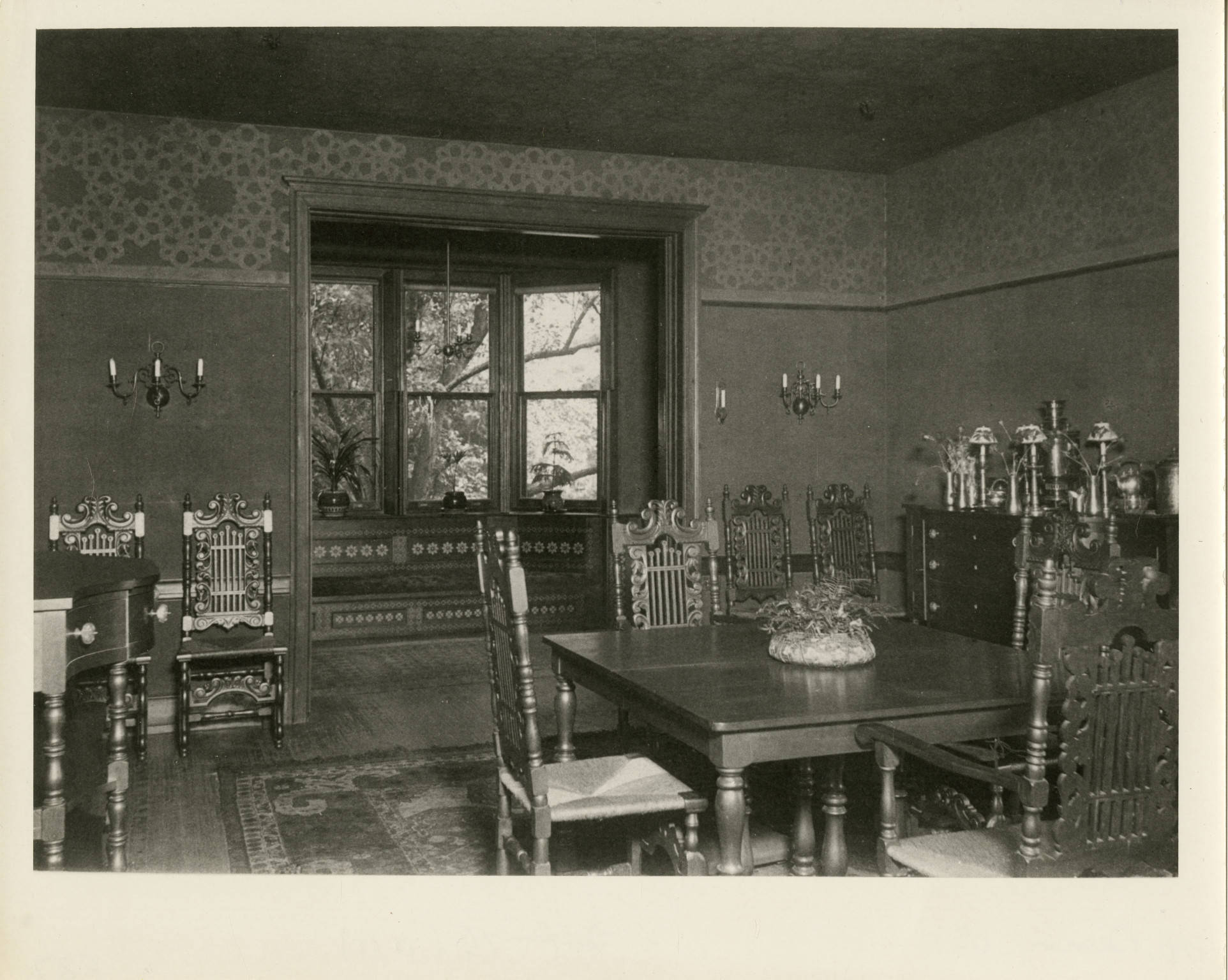
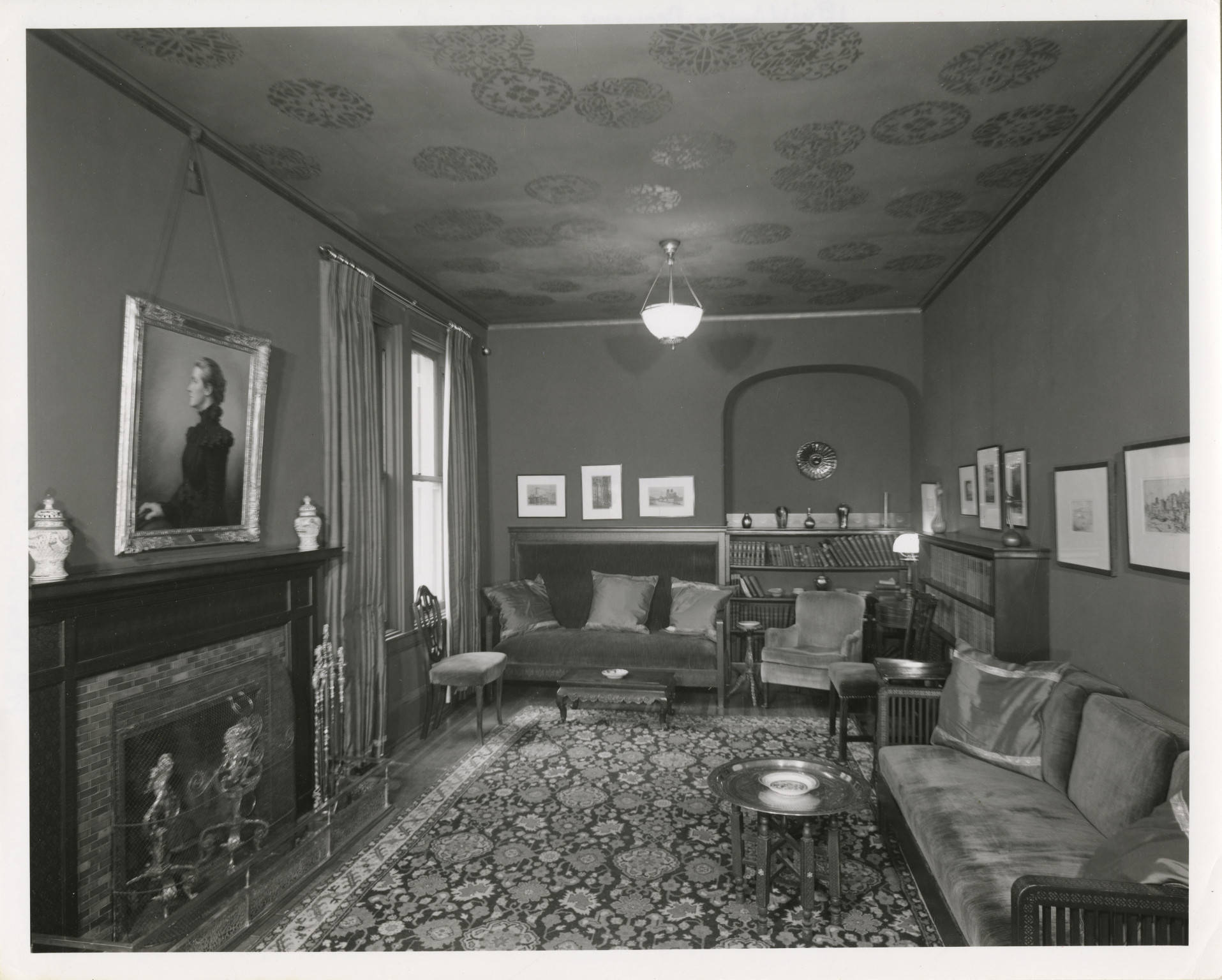